# Ehemalige Industrie-Kreditbank IKB Düsseldorf

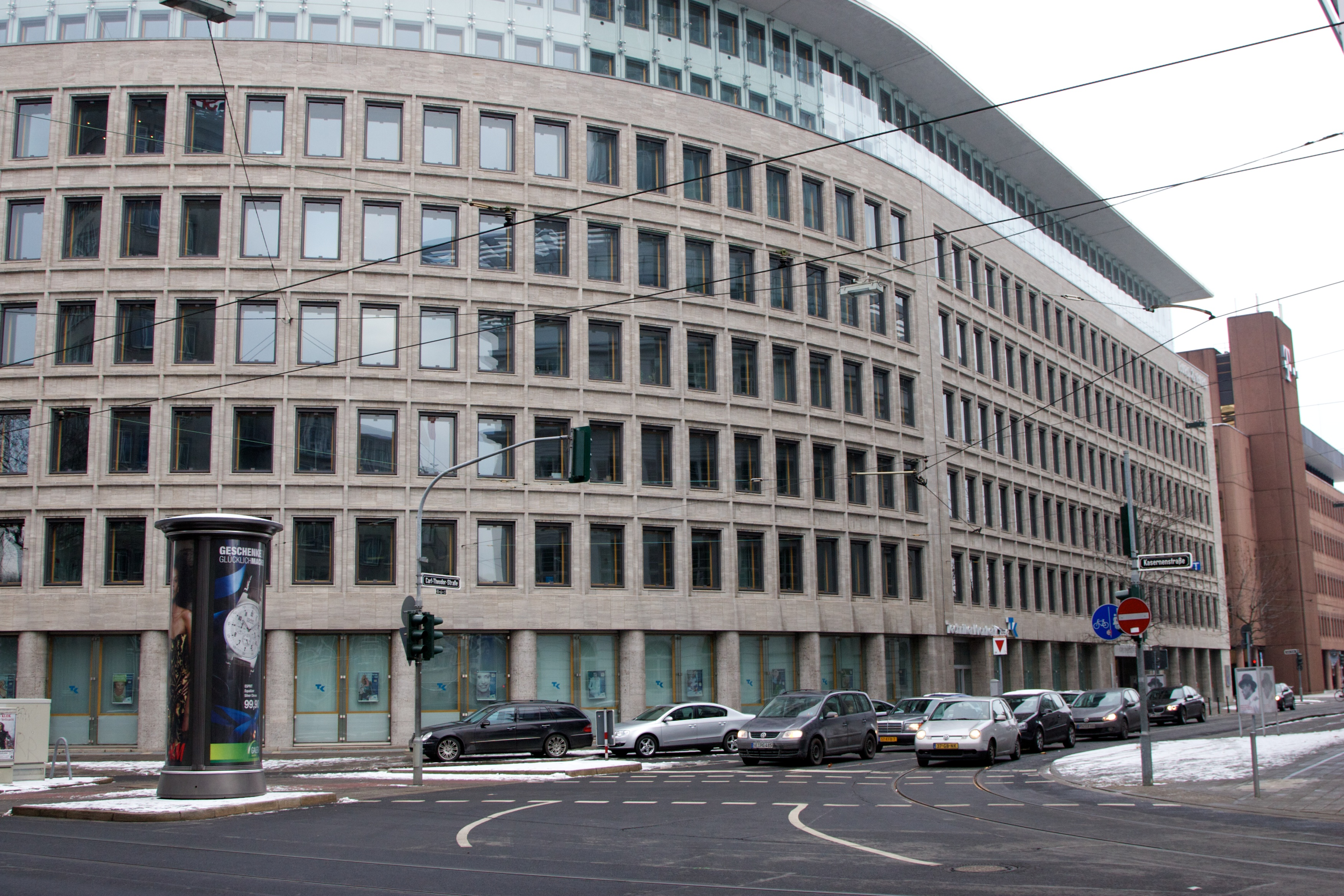
Fassade

Das Bürogebäude der ehemaligen Industrie-Kreditbank IKB befindet sich an der Carl-Theodor-Straße Ecke Kasernenstraße in Düsseldorf und wurde 1955 nach Entwürfen von Rudolf Wolters und Karl Berlitz anstelle des im Krieg zerstörten alten Schauspielhauses erbaut. Nachdem die Industriebank ihren Sitz gewechselt hatte, wurde es als Bürogebäude „Galileo“ von Helmut Hentrich und Partner HPP bis Dezember 2002 umgebaut. Die Eingänge haben die Adressen Carl-Theodor-Straße 6 und Kasernenstraße 40.

## Beschreibung
Jürgen Wiener zählt das Gebäude zu den Beispielen für den „repräsentativen Hochbau der frühen Nachkriegszeit [im Stil] von neuklassischen Bauten mit Lochrasterfassaden aus Travertin und Muschelkalk“ sowie zu den Gebäuden, die „mittlerweile verschwunden oder bis zur Unkenntlichkeit entstellt“ wurden und „1985 noch Aufnahme in den Architekturführer gefunden hätte[n]“.
Jörg Heimeshoff beschreibt das Gebäude als städtebaulich bedeutend. Er bemerkt insbesondere die Fassadenrasterung und historisierende Details. Die beiden Architekten Rudolf Wolters und Karl Berlitz hatten bereits in der Organisation Todt zusammengearbeitet:

„Der geschwungene Baukörper der Industriekreditbank an der Kasernenstraße 40 (Stadtmitte) von Rudolf Wolters und Karl Berlitz ist zunächst von einiger städtebaulicher Bedeutung. Interessant ist das gerasterte Gebäude aus dem Jahre 1955 auch wegen der Ausbildung des Rasters, dessen Relief durch die Schattenbildung sehr belebt wirken kann, und wegen einiger historisierender Details. Rudolf Wolters und Karl Berlitz, die im Zweiten Weltkrieg in der ‚Organisation Todt‘ zusammenarbeiteten, betrieben in den fünfziger Jahren ein recht erfolgreiches Architekturbüro“